# زيليكو كالاتش
زيليكو كالاتش (بالإنجليزية: Zeljko Kalac)‏ من مواليد 16 ديسمبر 1972، حارس مرمى أسترالي، يعتبر عملاقا بسبب طوله الفارع (202 سم) وهو من أصول كرواتية.
بدأ مسيرته الكروية في عام 1989 مع نادي سيدني يونايتد، ولعب له حتى عام 1995، وبعدها انتقل إلى نادي ليستر سيتي في موسم 1995/1996، ولكنه لعب مباراة واحدة فقط، فعاد إلى أستراليا مرة أخرى، ولعب لنادي سيدني يونايتد مرة أخرى منذ عام 1996 وحتى عام 1998، وبعدها انتقل إلى نادي رودا الهولندي، ولعب له لمدة أربعة مواسم منذ عام 1998 وحتى 2002، ثم انتقل إلى الدوري الإيطالي وبالتحديد إلى نادي بيروجيا، ولعب له لمدة ثلاث سنوات، ثم انتقل إلى نادي إيه سي ميلان الإيطالي في عام 2005، وتم فسخ عقده مع الميلان في موسم 2009-2010.
يعتبر كالاتش من حراس منتخب أستراليا لكرة القدم، ولكنه ظل على مقاعد الاحتياط كثيرا، ففي بداية انضمامه إلى المنتخب في عام 1992، كان احتياطيا للحارس مارك بوسنيتش، والآن هو احتياطي للحارس مارك شوارزر.

## روابط خارجية
- زيليكو كالاتش على موقع الاتحاد الدولي (مؤرشف)  (الإنجليزية)
- زيليكو كالاتش على موقع قاعدة بيانات كرة القدم.إي يو (الإنجليزية)
- زيليكو كالاتش على موقع ناشيونال فوتبول تيمز (الإنجليزية)
- زيليكو كالاتش على موقع عالم كرة القدم.نت (الإنجليزية)
- زيليكو كالاتش على موقع كووورة